# Cacodemonius satanas
Espèce
Synonymes
- Chelifer satanas With, 1908

Cacodemonius satanas est une espèce de pseudoscorpions de la famille des Withiidae.

## Distribution
Cette espèce se rencontre au Venezuela et en Colombie.

## Publication originale
- With, 1908 : An account of the South-American Cheliferinae in the collections of the British and Copenhagen Museums. Transactions of the Zoological Society of London, vol. 18, p. 217-340 (texte intégral).